# Майза Силва
Майза да Силва Андради (порт. Maisa da Silva Andrade; род. 22 мая 2002, Сан-Бернарду-ду-Кампу, штат Сан-Паулу, Бразилия) — актриса, ведущая, актриса озвучивания. Более известна как Майза Силва. Майза родилась в Сан-Бернарду-ду-Кампу в Сан-Паулу 22 мая 2002 года и является бывшей бразильской певицей. Её обнаружили в возрасте трёх лет, когда она участвовала в группе первокурсников программы Рауля Жиля на RecordTV и Band. В возрасте 5 лет SBT наняли её для проведения программ, она приобрела большую известность, когда поделилась кадром нового шоу «Спроси Майзу» со своим боссом Сильвио Сантосом. Она стала известна как актриса на национальном уровне благодаря роли Валерии Феррейры в «Карусели». Другими известными ролями в карьере актрисы являются Жужу Алмейда в «Личико ангела», Синтия Дорелла в «Диджей Золушка», Габи в «Всё для поп-звезды» и её первая роль злодея Джулии в фильме «Она сказала, Он сказал».

## Карьера

### 2005—2011: Работа SBT и представлениеSábado Animado
Майза была замечена в 2005 году, во время участия в программе Рауля Жиля на RecordTV, а затем на Rede Bandeirantes, где она дублировала хиты Rouge, Ивети Сангалу и Ванессы. В 2007 году она перешла в SBT, для проведения шоу Sábado Animado, отвечая на телефонные звонки и представляя игры, шоу, роли, которые также исполняла в программах Domingo Animado и Bom Dia & Cia. В 2008 году "Шоу Майзы", выходившее по субботам порой собирало много зрителей. В том же году она начала участвовать в программе Сильвио Сантоса «Спроси Майзу» (Pergunte à Maisa). В то время SBT приняли решение использовать костюм, который ассоциировал ведущую с детской актрисой 1930-х годов Ширли Темпл. В её первый студийный альбом "Tudo que Me Vem na Cabeça" вошли песни, которые стали её визитной карточкой, такие как "Tempo de Mudar", "Pipoca Pula", "Me Liga" и "2Tudo Que Me Vem na Cabeça". В альбом также входили совместные композиции с такими исполнителями, как: Элиана, Жоржи и Матеус, Ивети Сангалу и Рожер Морейра.
12 октября 2011 года она покинула программу Bom Dia & Cia, чтобы сыграть Валерию Феррейру в ремейке теленовеллы «Карусель», сюжет которой адаптирован Ирис Абраванель.

### 2012—2018: получение известности в СМИ

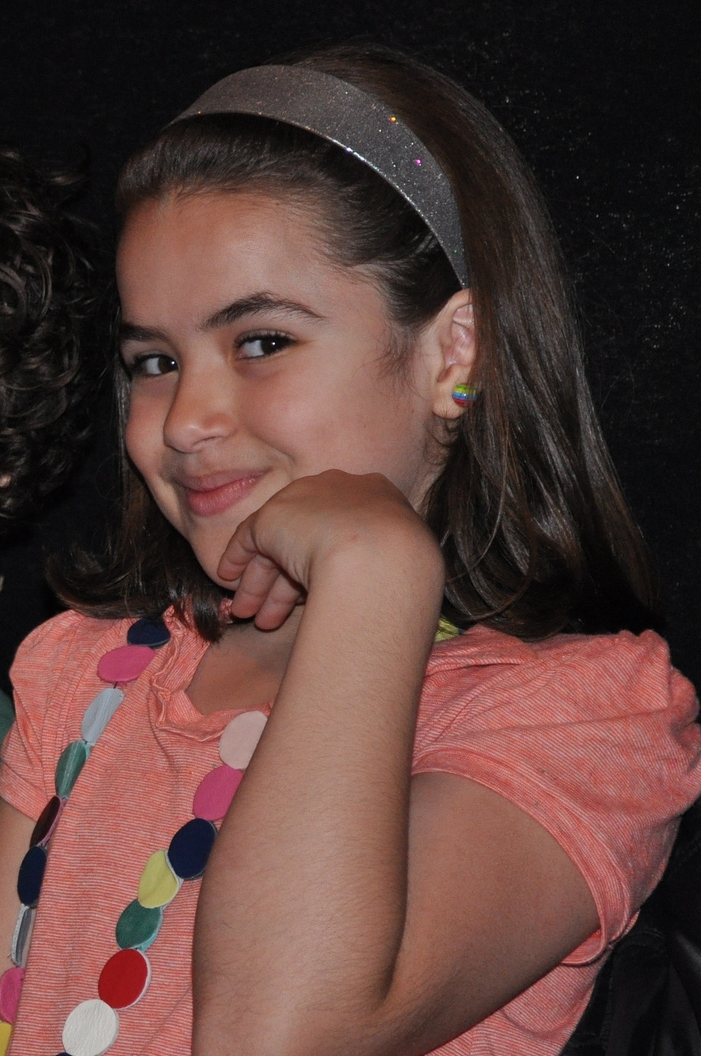
Майза в 2012 году, одновременно с мыльной оперой Карусель.

Майза вернулась в Sábado Animado в апреле 2013 года. Первоначально передача выходила по понедельникам и средам. В 2014 году она представила программу Mundo Pet с Карлой Фиорони. В декабре 2014 года выпустила свой первый мини-альбом «Eu Cresci!» с пятью неизданными треками. EP был спродюсирован Отавио де Мораесом и долгое время оставался в чартах Brasil Hot 100 Airplay. "Eu Cresci" был первым синглом с альбома, за которым последовал "NheNheNhem". Этот трек, выпущенный в июне 2015 года, занял первое место в списке Spotify Brasil «Brazil Viral 50» во время программы Domingo Legal, вышедшей в эфир 9 августа 2015 года.
В 2015 году Майза дебютировала в кино в фильме «Карусель: фильм», который получил продолжение в 2016 году под названием «Карусель 2». В том же году она опубликовала свою первую книгу «Sinceramente Maisa», в которой немного рассказывает о своей карьере. В 2017 году снялась в экранизации книги "Tudo por um Popstar", сыграв Габи, одного из трёх главных героев. Премьера фильма состоялась в кинотеатрах в 2018 году. Также в 2017 году Силва опубликовала ещё две книги: "O Diário de Maisa", в которых немного больше рассказывает о своей жизни; и «O Livro de Tweets da +A», где она показывает некоторые из своих постов в твиттере. Также Майлза сыграла Нину в фильме Фердинанд, премьера которого состоялась в Бразилии 11 января 2018 года. В августе 2018 года он вошёл в список самых просматриваемых историй Instagram в Бразилии, заняв 10-е место. В декабре Силва стала самым популярным подростком в мире, уступив этот пост в следующем году певице Билли Айлиш.
Также в 2018 году Майза снялась в фильме «Диджей Золушка», в котором она сыграла главную героиню Синтию Дореллу. Премьера фильма состоялась в кинотеатрах 28 февраля 2019 года.

### 2019-настоящее время: Programa da Maisa, уход из SBT и Снова 15

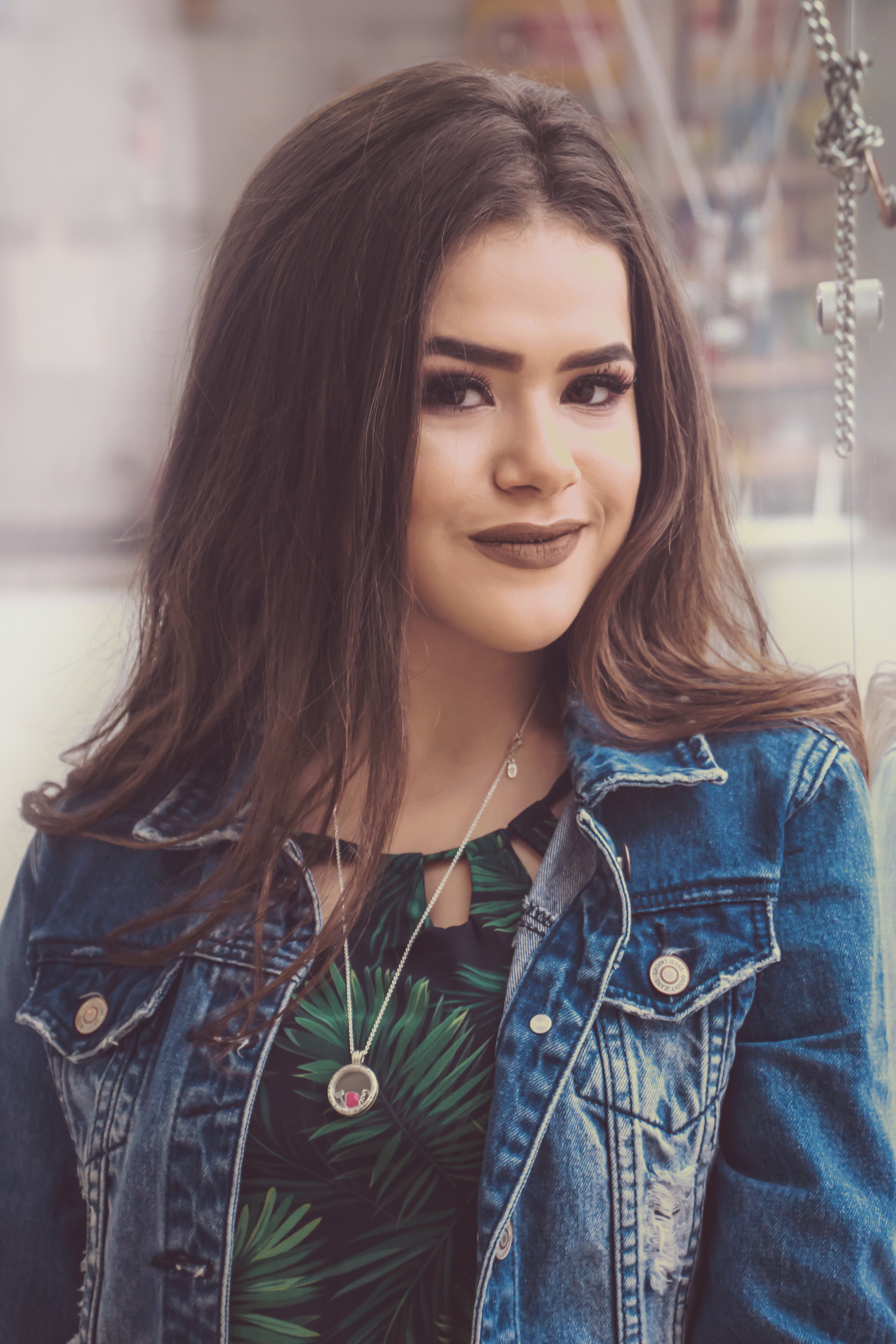
Майза в 2017 году

В 2019 году она выиграла собственное шоу на SBT Programa da Maisa. Она также была в фильме «Она сказала, он сказал», в котором она сыграла своего первого злодея. Премьера фильма в кинотеатрах состоялась 3 октября 2019 года. В декабре 2019 года он вошел в рейтинг института QualiBest как один из крупнейших цифровых авторитетов в Бразилии.
В 2020 году она посетила шоу Dolce and Gabbana в Милане с другими влиятельными в интернете молодыми людьми из разных уголков мира, а также поучаствовала в акции бренда для TikTok. В этом же году также снялась ещё в одном фильме «Два отца», её первом фильме на Netflix. В октябре 2020 года Майза решила не продлевать свой контракт с SBT, который истекал в конце месяца, из-за новых личных и профессиональных проектов, которыми она хочет заниматься. Таким образом, в конце месяца Майза покинула SBT после 13 лет работы на ТВ-канале.
В 2021 году она приняла участие в новом сериале Netflix, этот сериал вышел в 2022 году. В нём Майза играет главную героиню Аниту в её подростковой версии, а её взрослую версию играет Камила Кейрос.

## Личная жизнь
Майза единственный ребёнок в семье. Она родилась в ABC Paulista и жила с 2004 до 2009 в Сан-Жозе-дус-Кампус. По причинам, связанным с карьерой, в июле 2009 года она переехала в Alphaville в Баруэри.
В октябре 2013 года, в возрасте одиннадцати лет, она приняла решение, что больше не будет носить кудри в волосах, так как предпочитает оставлять их прямыми.
Позиционирует себя феминисткой. «Представление о том, что исторически на женщин навешивали ярлыки и ограничения, пробуждает (во мне) желание быть женщиной, чтобы использовать это в своих интересах», — говорила она в интервью.

## Фильмография

### Телевизор
| Год                    | название              | Персонаж               | Примечание                                    |
| ---------------------- | --------------------- | ---------------------- | --------------------------------------------- |
| 2005-06                | Programa Raul Gil     | Саму себя              | Quadro: «Eu e As Crianças» (Кадр: «Я и дети») |
| 2007-11                | Sábado Animado        | ведущий                |                                               |
| 2008-10                | Domingo Animado       | ведущий                |                                               |
| 2009-13                | Bom Dia &amp; Cia     | ведущий                |                                               |
| 2009-11                | Carrossel Animado     | ведущий                |                                               |
| 2009 — настоящее время | Teleton               | ведущий                |                                               |
| 2012-13                | Карусель              | Валерия Феррейра       |                                               |
| 2014-15                | Patrulha Salvadora    | Валерия Феррейра       |                                               |
| 2014                   | Mundo Pet             | ведущий                |                                               |
| 2014                   | Chiquititas           | церемониальный         | Эпизоды: «26-27 июня»                         |
| 2015-19                | Domingo Legal         | репортер               |                                               |
| 2016-18                | Carinha de Anjo       | Жулиана «Жужу» Алмейда |                                               |
| 2018                   | Meus Prêmios Nick     | ведущий                |                                               |
| 2019-20                | Programa da Maisa     | ведущий                |                                               |
| 2021                   | Bake Off Celebridades | Участник (11 место)    |                                               |
| 2022 -настоящее время  | Снова 15              | Анита Роша             |                                               |

### Кинотеатр
| Год  | Заголовок                             | Персонаж         | Оценки |
| ---- | ------------------------------------- | ---------------- | ------ |
| 2015 | Carrossel: O Filme                    | Валерия Феррейра |        |
| 2016 | Carrossel: O Sumiço de Maria Joaquina | Валерия Феррейра |        |
| 2018 | Tudo por um Pop Star                  | Габриэла (Габи)  |        |
| 2019 | Диджей Золушка                        | Синтия Дорелла   |        |
| 2019 | Ela Disse, Ele Disse                  | Жулия (МАБУ)     |        |
| 2021 | Две отца                              | Vicenza          |        |

Дубляж
| Год  | Заголовок                    | Персонаж                 | Оценки              |
| ---- | ---------------------------- | ------------------------ | ------------------- |
| 2016 | Carrossel em Desenho Animado | Валерия Феррейра (голос) | Дубляж              |
| 2017 | BugiGuangue no Espaço        | Фефа (голос)             | Дубляж              |
| 2017 | Смурфики: Затерянная деревня | СмурфЛили (голос)        | Дубляж              |
| 2017 | Маша и Медведь: Фильм        | сама                     | Специальное участие |
| 2018 | Фердинанд                    | Нина (голос)             | Дубляж              |